# Юли-Маариа
Ю́ли-Ма́ариа (фин. Yli-Maaria, швед. Övre S:t Marie) — один из районов города Турку, входящий в территориальный округ Маариа-Пааттинен.

## Географическое положение
Район расположен к северо-западу от центральной части Турку, гранича с районом Пааттинен.

## Население
В 2004 году численность население района составляла 2209 человек, из которых дети моложе 15 лет — 32,10 %, а старше 65 лет — 4,89 %. Финским языком в качестве родного владели 97,24 %, шведским — 1,49 %, а другими языками — 1,27 % населения района.